# Kerk van Grijpskerk
De begin-17e-eeuwse kerk van Grijpskerk is het oudste kerkgebouw van het dorp Grijpskerk in de Nederlandse provincie Groningen. Het gebouw werd eeuwenlang gebruikt door de Nederlands Hervormde kerk en bevindt zich in het oudste deel van het dorp te midden van een kerkhof. Op de kerk prijkt een windwijzer die een klimmende griffioen met opgeheven vlucht voorstelt. Dit dier herinnert aan het geslacht Grijp en is ook terug te vinden in het gemeentewapen van Grijpskerk.
Voor andere kerken in Grijpskerk, zie de betreffende paragraaf.

## Geschiedenis
Men vermoedt dat rond 1500, toen het dorp Grijpskerk ongeveer moet zijn ontstaan, Nicolaas Grijp een kapel liet bouwen op zijn borgterrein. Iets later (rond 1507) wordt op kaarten de naam Grijpscapelle vervangen door Grijpskerk, wat wijst op de stichting van een kerk. In 1582 werd dit kerkje echter alweer verwoest door stropende oorlogsbenden tijdens de Tachtigjarige Oorlog. De beelden waren er toen al uitgehaald door de weduwe van Luel Aykema, die ze mogelijk ook liet vernielen. In 1605 werd de kerk weer opgebouwd op dezelfde plek door de kluften de Waarden, Westerdijk en Juursema onder leiding van hoveling Everhardt van Asschendorp, zoals blijkt uit de gevelsteen boven de deur. In 1612, tijdens het Twaalfjarig Bestand, werd de toren geplaatst.
In 1856 werd het gebouw gerenoveerd, gepleisterd en verlengd naar het oosten. De kerk kreeg aan de oostzijde een neogotische sluitgevel en een tweede ingang. In 1787 werd de klok hergoten. In 1872 was de torenspits in dermate slechte staat dat zij een gevaar vormde voor de omgeving, waarop zij werd verwijderd.
In 1832 werd het huidige kerkorgel gebouwd door de orgelbouwers Luitjen Jacob van Dam en Jacob van Dam: een tweeklaviersorgel. In 1868 werd het verbouwd door Petrus van Oeckelen.
In 1967 werd tijdens een verbouwing het interieur eruit geruimd en bevindt zich nu her en der verspreid in de kerk. Bij deze restauratie trof men onder de vloer ook een zachtrode Bentheimer zandsteen aan, wat waarschijnlijk een sarcofaagdeksel moet zijn geweest. Op dit deksel zijn symbolen (een lang kruis en een of wellicht twee kromstaven) aangetroffen die uit de 12e, begin 13e eeuw lijken te stammen. Mogelijk werd dit deksel van elders aangevoerd om dienst te doen als altaarsteen.
In december 2000 werd er een nieuwe torenspits op het gebouw geplaatst, waarbij men als voorbeeld de spits heeft genomen die tot 1871 op het gebouw stond. De spits is zeskantig met een doorsnede bij de voet van 3,5 meter.
Het kerkhof was oorspronkelijk omgracht, maar toen in 1842 de grindweg van Groningen naar Leeuwarden door het dorp werd aangelegd, moest deze worden gedempt omdat er anders te weinig ruimte was voor het verkeer. Op het kerkhof liggen een klein aantal grafzerken, waaronder die van de eerste burgemeester van Grijpskerk; Klaas Jans de Waard. De inwoners van Grijpskerk betaalden eeuwenlang niet mee aan het onderhoud van kerk en predikant en moesten hun doden daarom begraven bij de kerk van Sebaldeburen, de moederkerk van Grijpskerk. In de Franse tijd werd een overeenkomst gesloten, waardoor dit sindsdien wel mogelijk werd. De joden uit Grijpskerk begroeven hun doden tot 1880 in Leek, omdat pas in 1879 een pastorie in Grijpskerk werd gesticht. De huidige begraafplaats ligt in het oostelijk deel van het dorp.

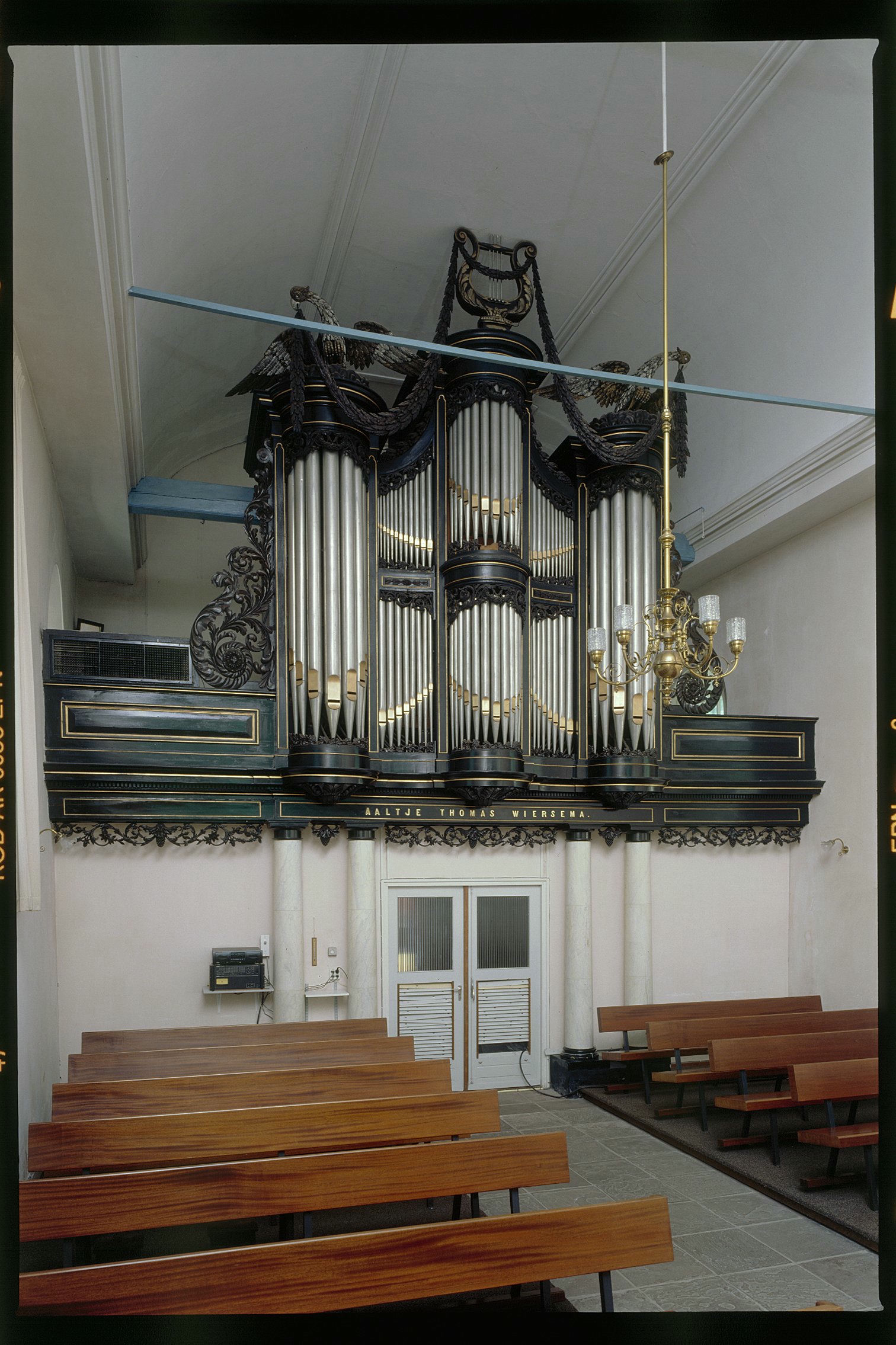
Van Dam-orgel uit 1832
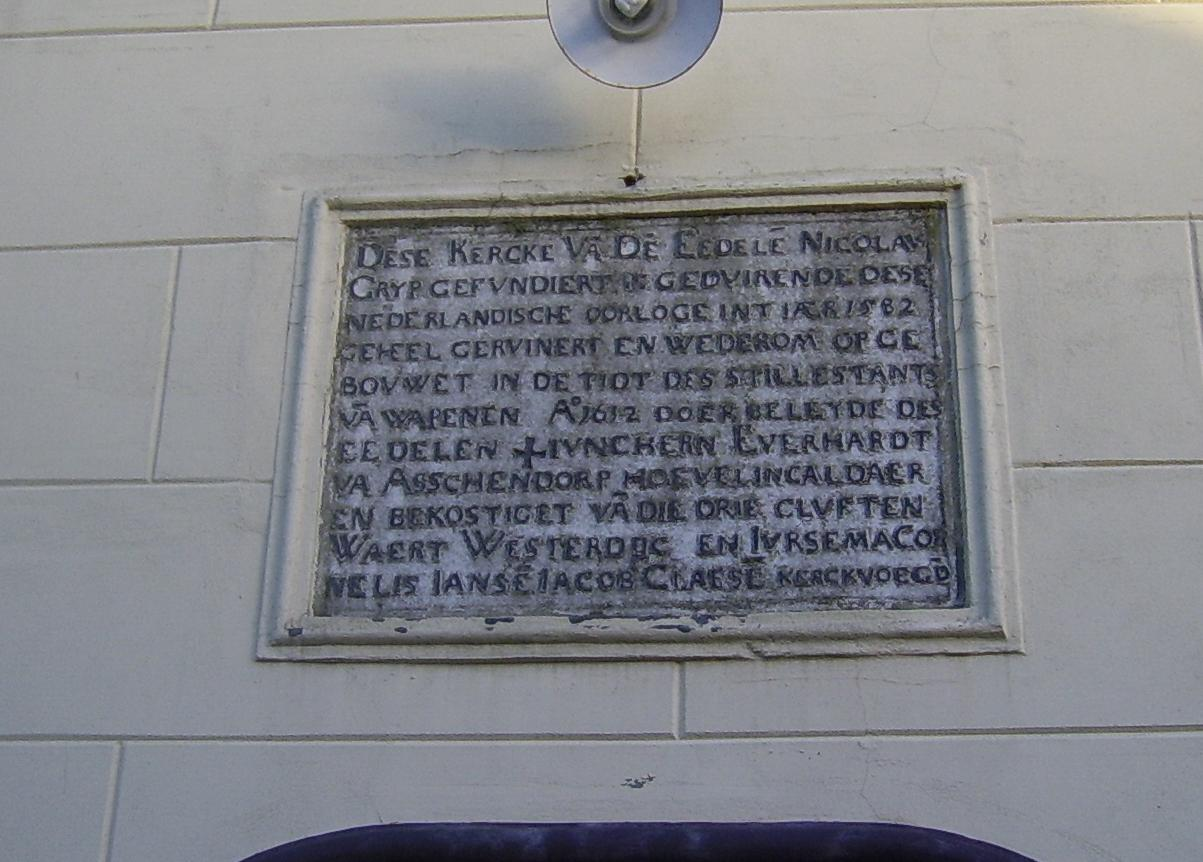
Gevelsteen boven de ingang
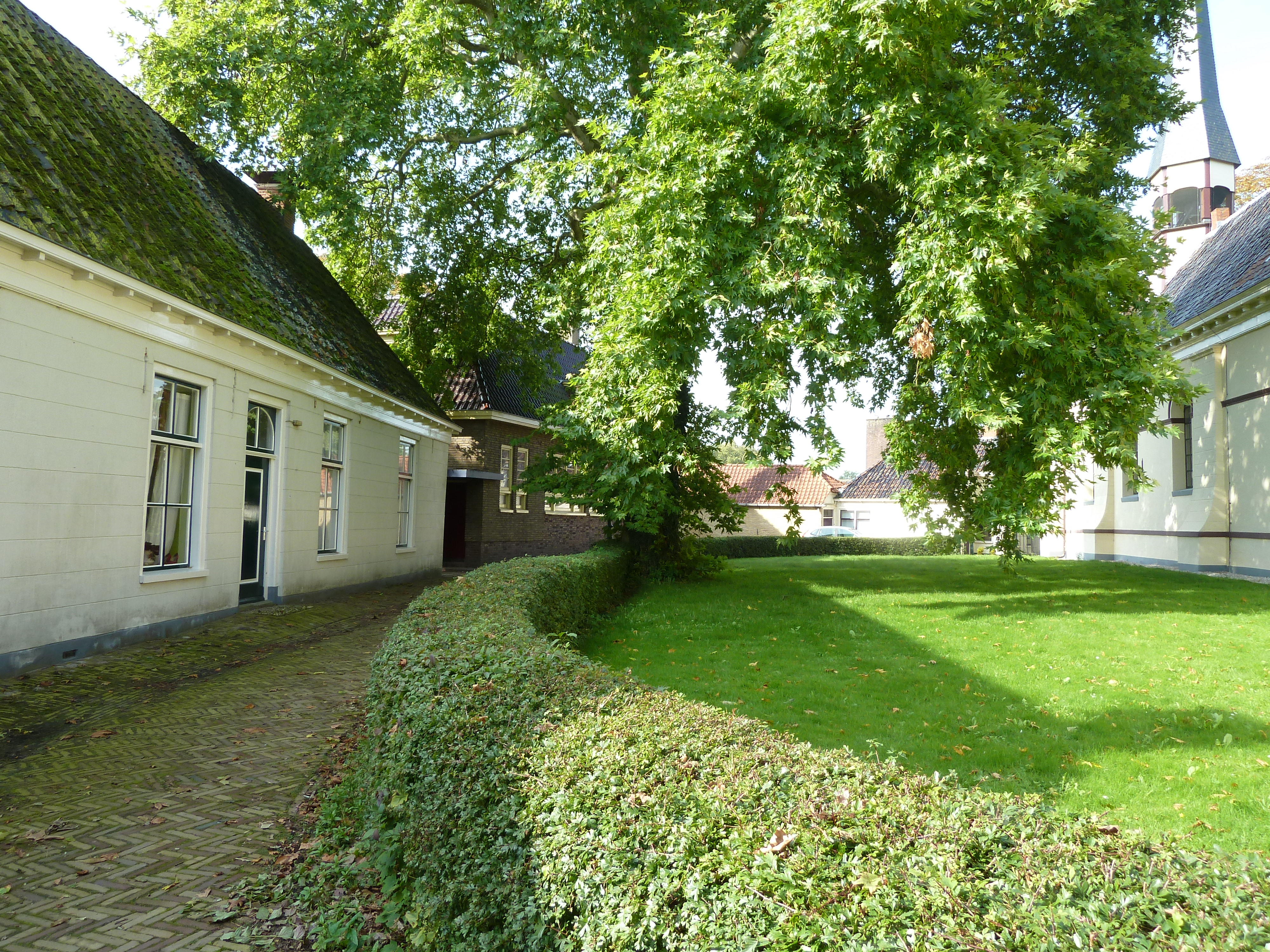
Links de 16e-eeuwse pastorie. Rechts de kerk.
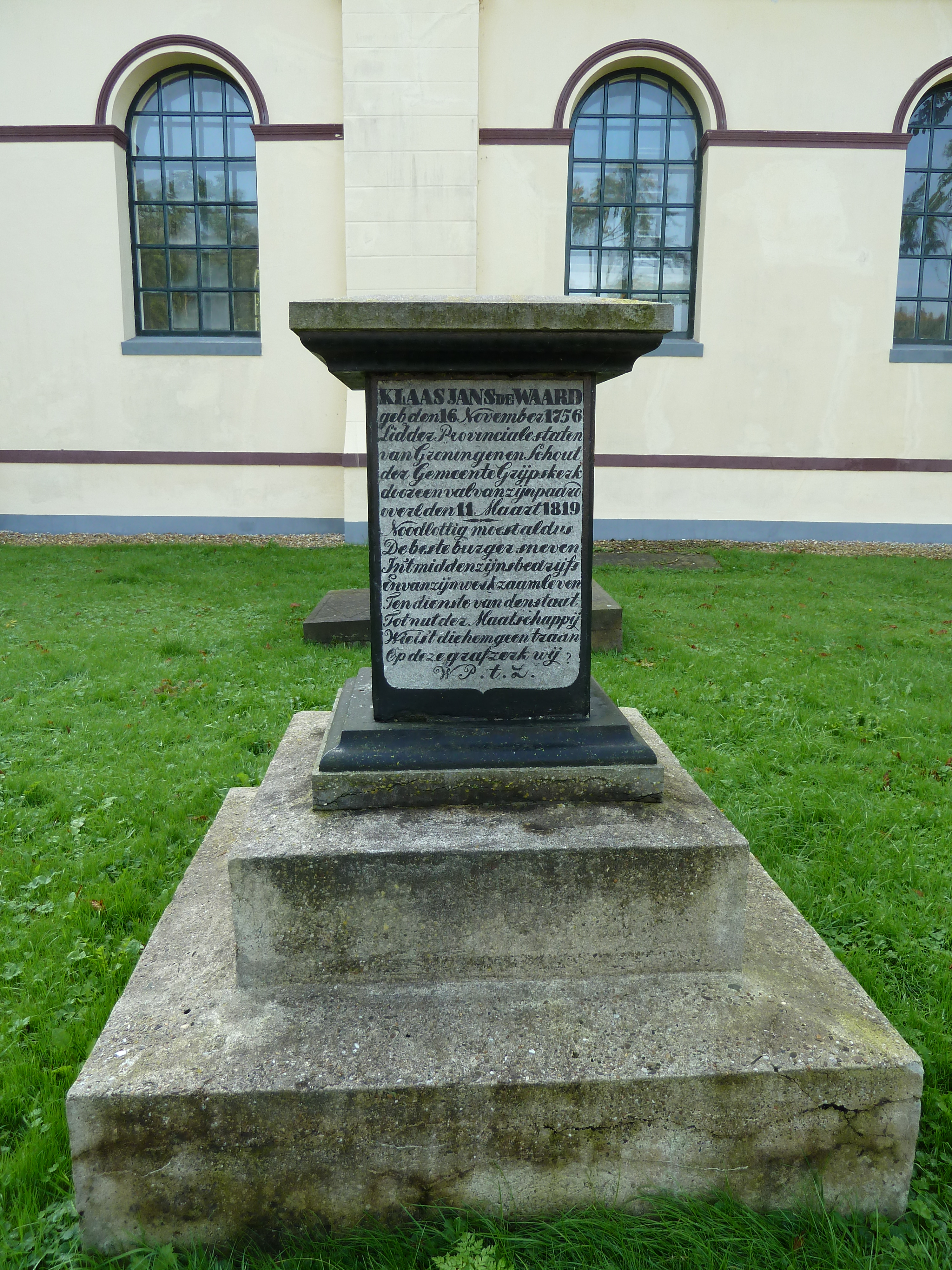
Grafdicht van Grijpskerks eerste burgemeester Klaas Jans de Waard

## Andere kerken in Grijpskerk
Het dorp Grijpskerk telt naast de Nederlands hervormde kerk nog een aantal kerken:
- Een doopsgezinde vermaning uit 1815 (in 1892 uit Pieterzijl verplaatst naar Grijpskerk);
- de hervormde evangelisatie 'Bethel' (of Lodderkerkje - naar de eerste dominee (1900-1902) Willem Cornelis Lodder) uit 1900 (nu een woning, aan de Oosterkade);
- een gereformeerde kerk uit 1938 (nu het gebouw van de PKN). De gereformeerde kerk bevond zich oorspronkelijk in een gebouw aan de Lageweg (1901; nu een benzinepomp/autobedrijf);
- een Nederlandse gereformeerde kerk uit 1951. Uitgebreid met een kerkzaal in 1974.

Vanaf 1879 bevond zich ook een synagoge (gebedskamer) in het rechterdeel van een huis aan de rand van het dorp, aan de toenmalige Kreupelstraat 51 (huidige Molenstraat), die door niet-joden ook wel de 'Jeudenkoamer' werd genoemd. Veel joden trokken tussen 1900 en 1940 weg naar de stad, zodat er in 1941 nog maar 14 woonachtig waren in de gemeente Grijpskerk. Na de Tweede Wereldoorlog, toen bijna de hele joodse bevolking werd weggevoerd en de synagoge zwaar was vernield, werd het gebouw verbouwd tot woonhuis en vervolgens (net als het huis ernaast) in het voorjaar van 1978 gesloopt. Op de plek van de synagoge verrees in de jaren 1980 een nieuw woonhuis (Molenstraat 45). Zie ook Joodse begraafplaats Grijpskerk.

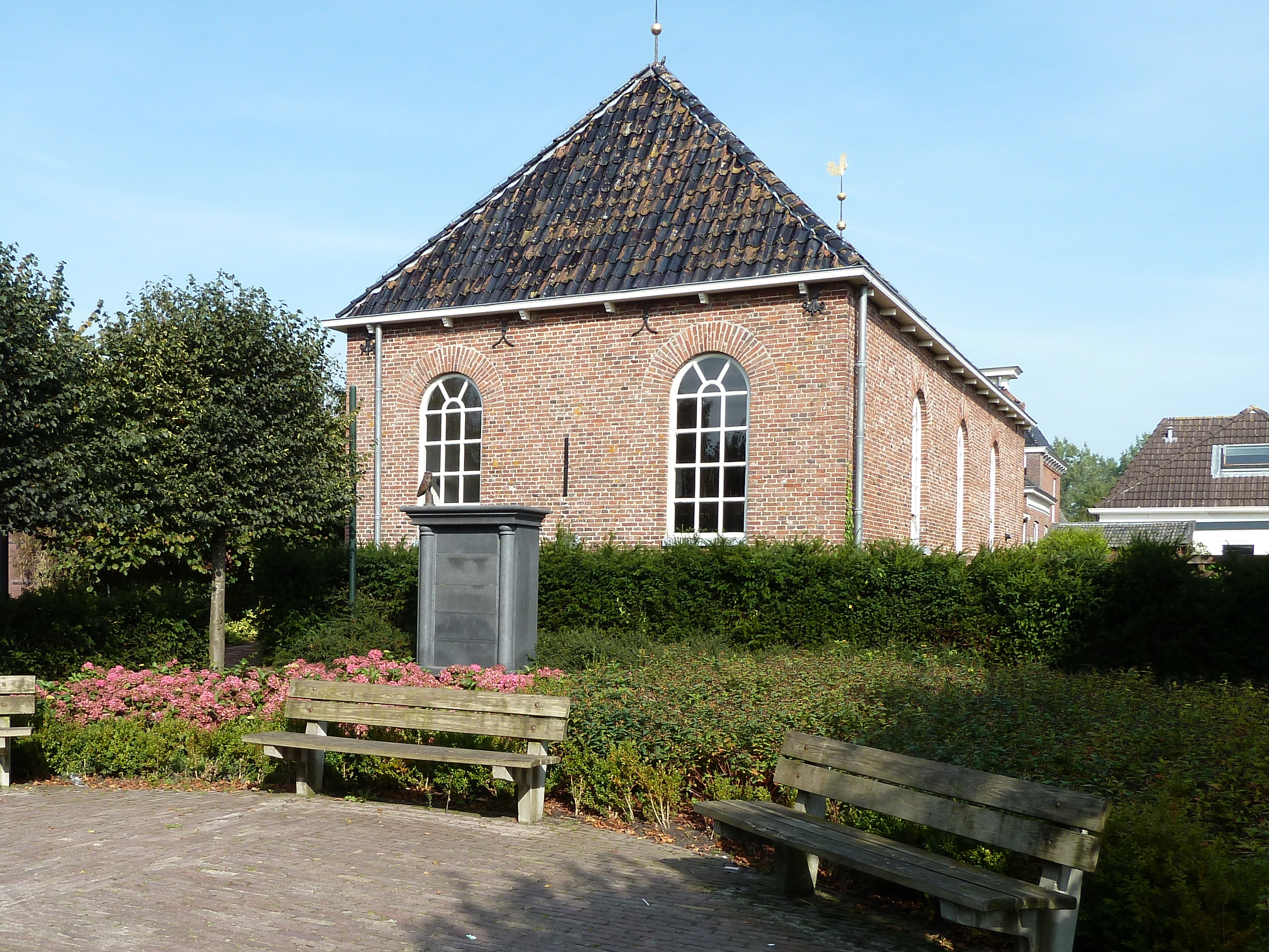
Doopsgezinde vermaning
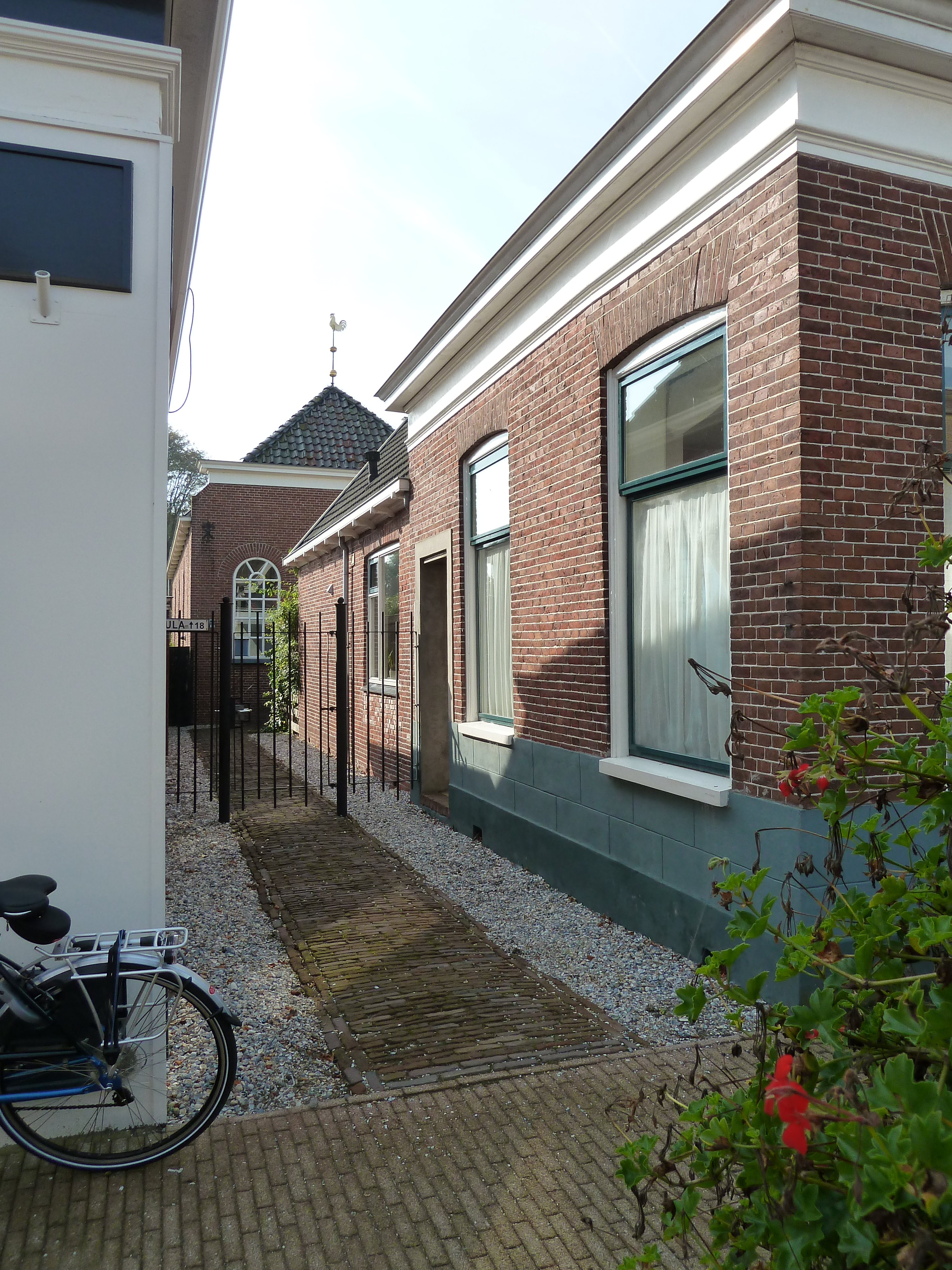
Ingang naar de vermaning vanaf de Herestraat
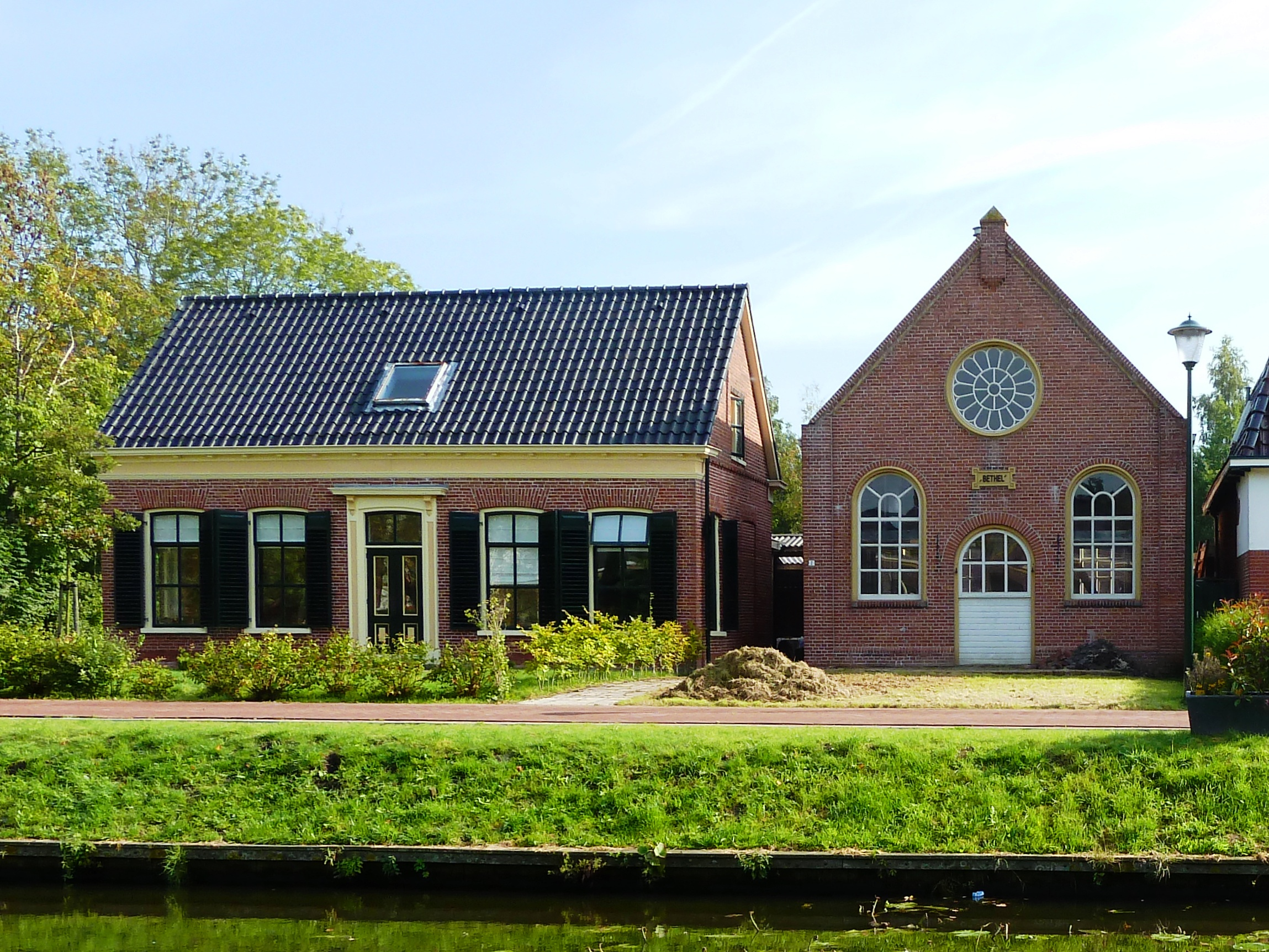
Hervormde evangelisatie 'Bethel' met links de pastorie
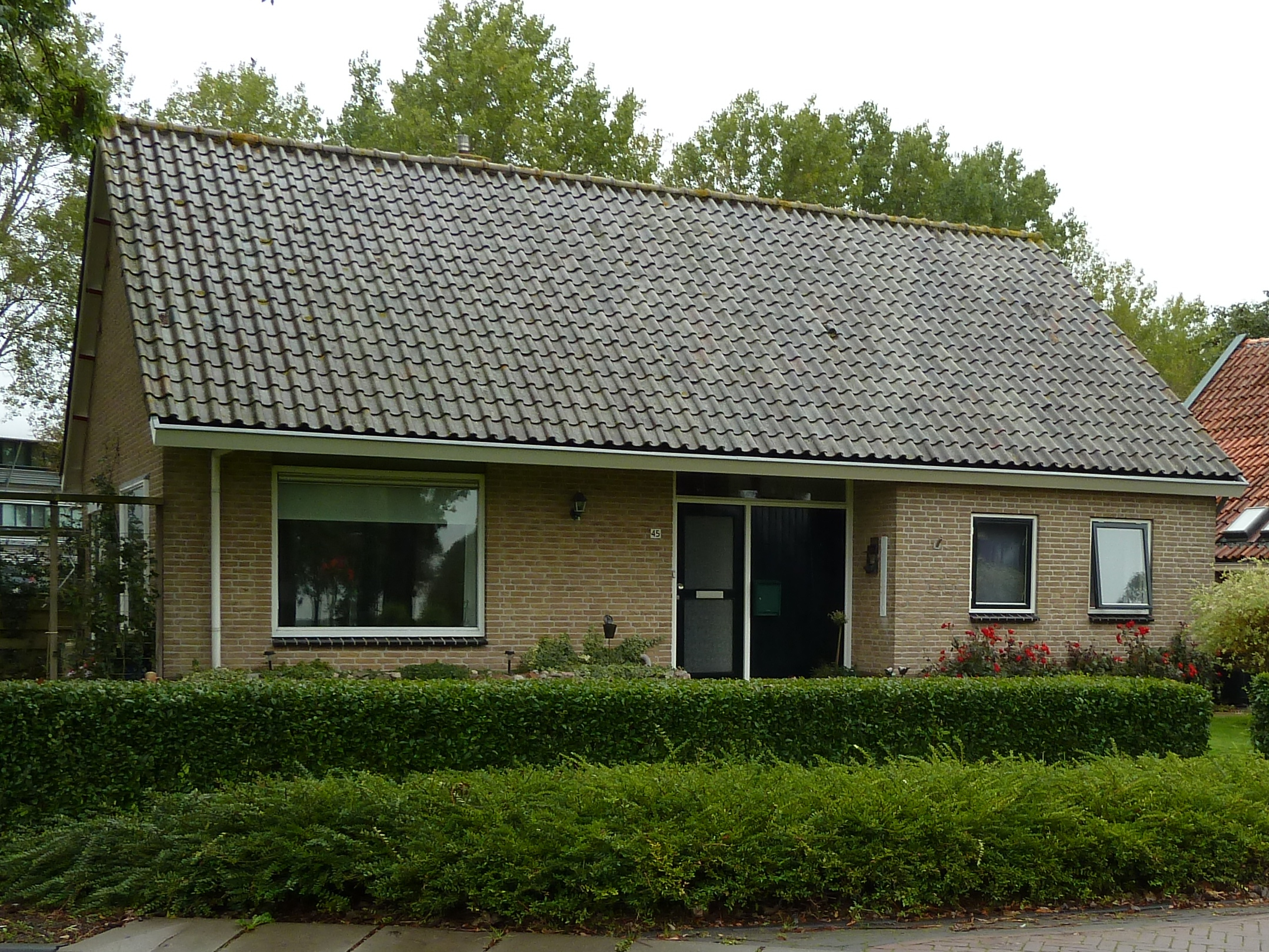
Huis op de plek van de vroegere synagoge
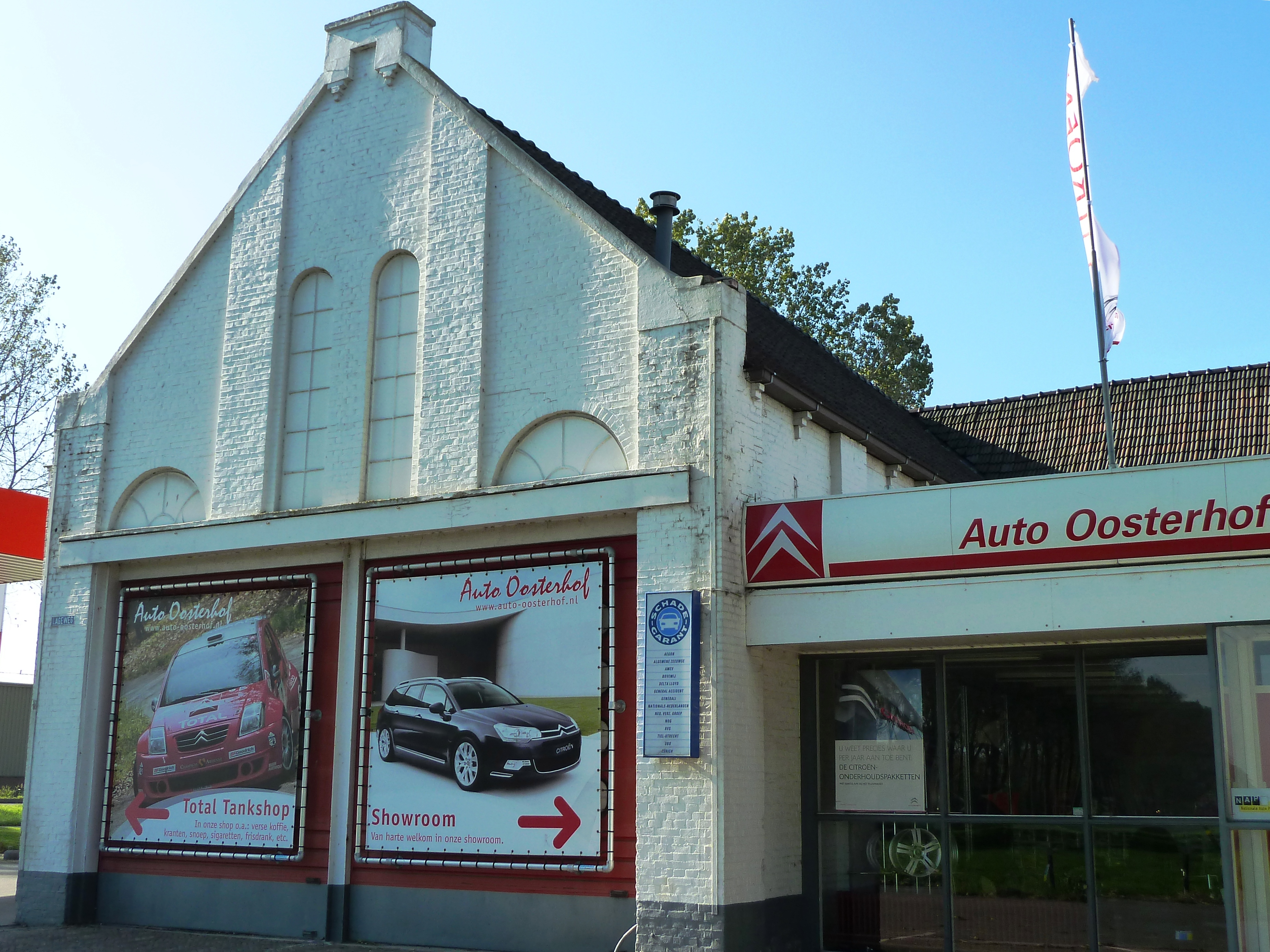
Gereformeerde kerk uit 1901 (nu Autobedrijf Oosterhof)
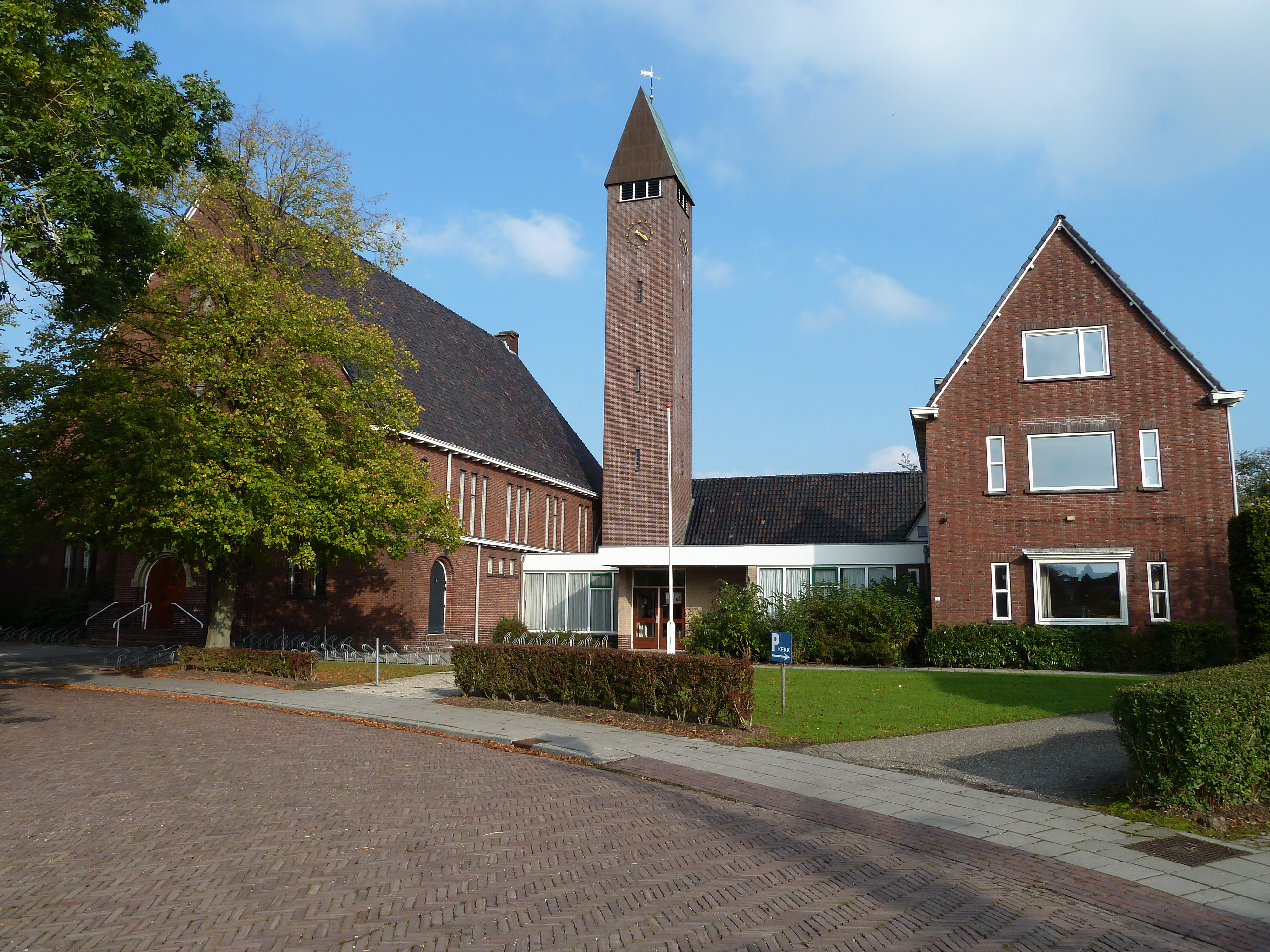
Gereformeerde kerk uit 1938 (nu PKN) met rechts de pastorie
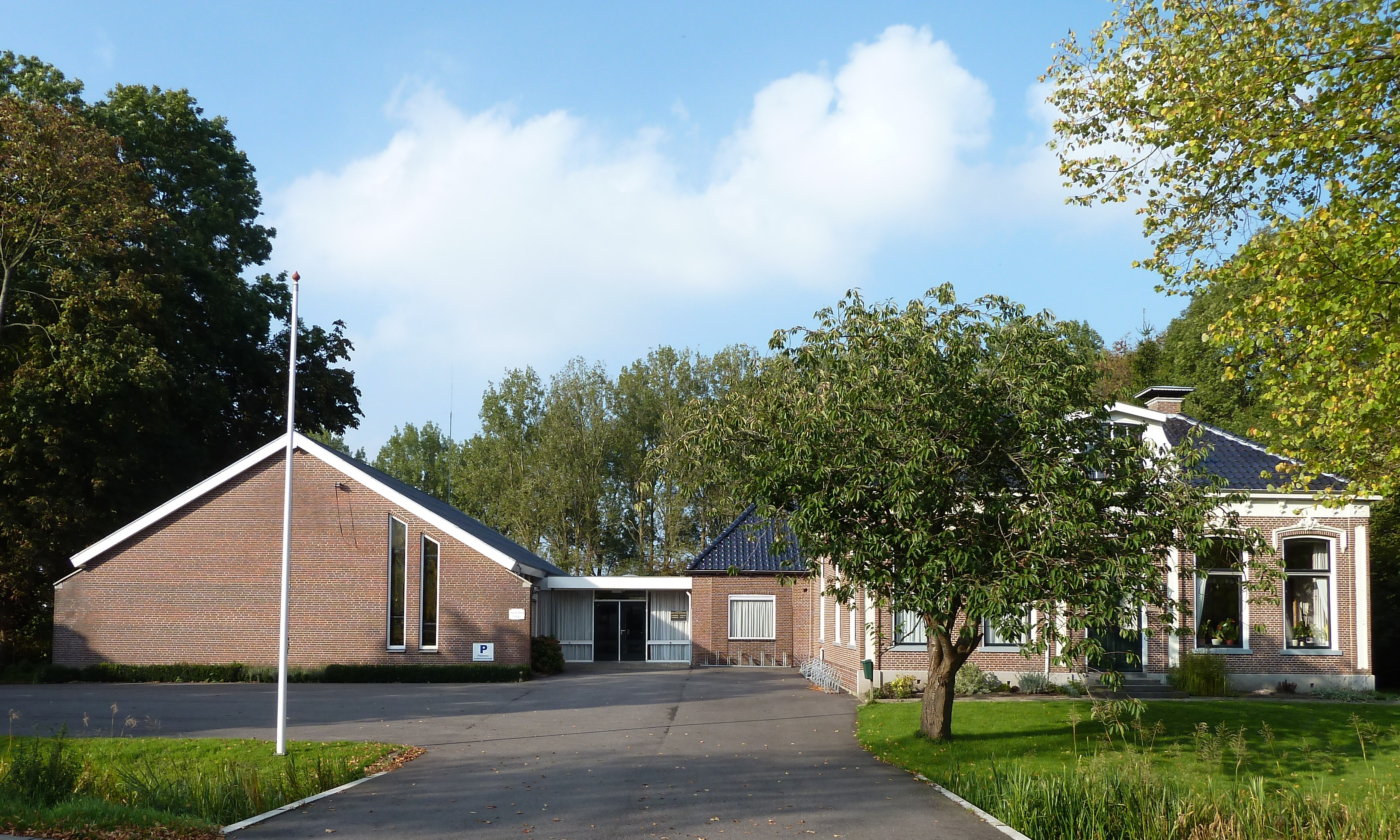
Nederlandse gereformeerde kerk (deels uit 1974) met rechts de pastorie